# Camellia grijsii
Camellia grijsii är en tvåhjärtbladig växtart som beskrevs av Henry Fletcher Hance. Camellia grijsii ingår i släktet Camellia och familjen Theaceae. Utöver nominatformen finns också underarten C. g. shensiensis.